# Anomis fuscostigma
Anomis fuscostigma là một loài bướm đêm trong họ Erebidae.